# Pontecesures

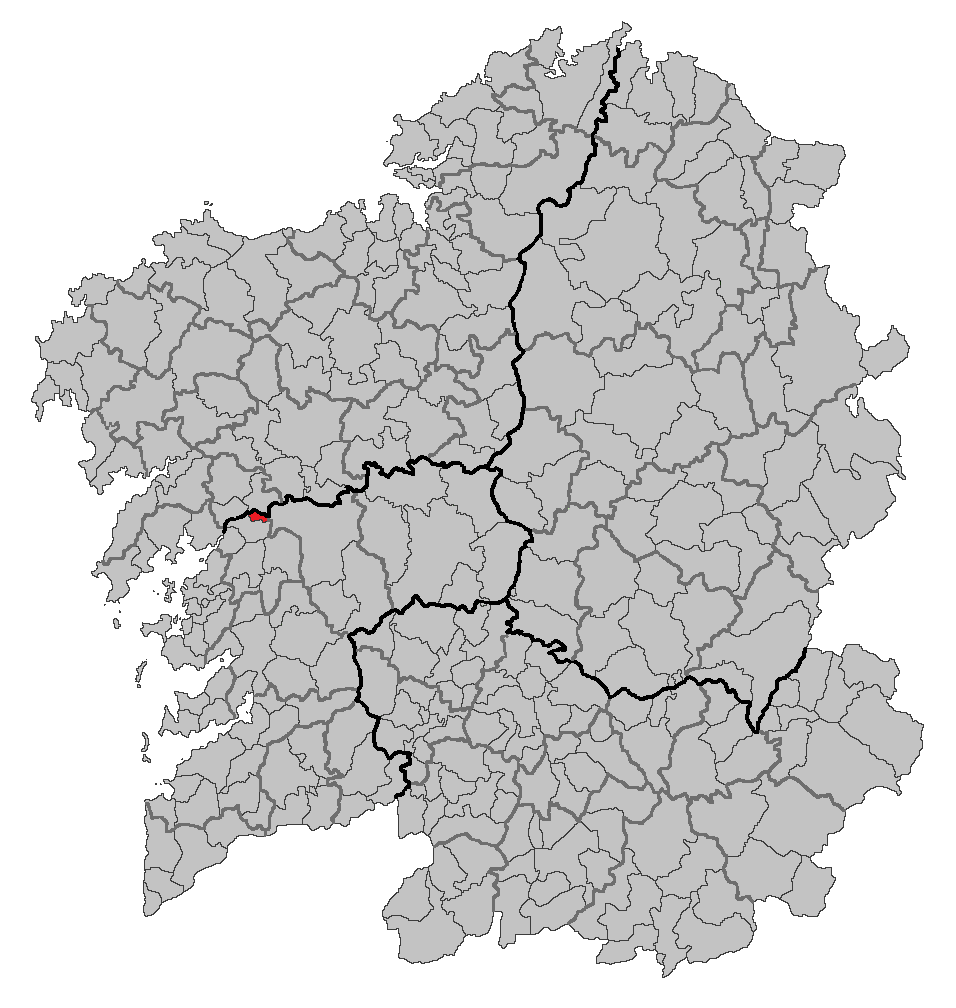
Pontecesures, Pontevedra, Galizia

Pontecesures è un comune spagnolo di 2940 abitanti situato nella comunità autonoma della Galizia, situato a 28 km da Santiago di Compostela, nel punto di incontro del Cammino Portoghese e della Variante Espiritual.

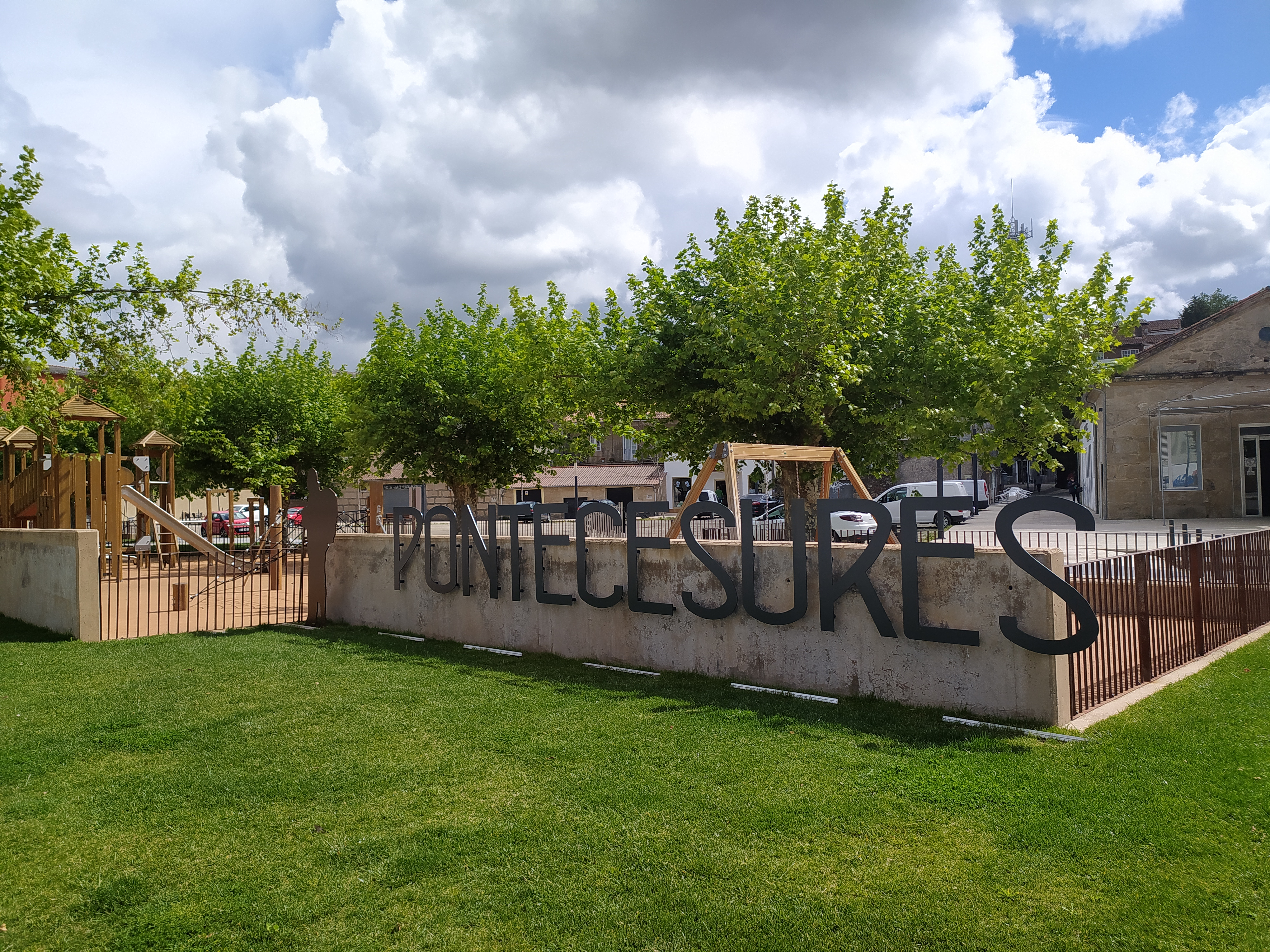
Indicazione stradale